# آنتونیو روزی
آنتونیو روزی (انگلیسی: Antonio Rozzi؛ زادهٔ ۲۸ مهٔ ۱۹۹۴) بازیکن فوتبال اهل ایتالیا است.
از باشگاه‌هایی که در آن بازی کرده‌است می‌توان به باشگاه ورزشی لاتزیو، باشگاه فوتبال رئال مادرید، باشگاه فوتبال ویرتوس انتلا، باشگاه فوتبال ویرتوس لانچانو، باشگاه فوتبال رئال مادرید کاستیا، باشگاه فوتبال باری، و باشگاه فوتبال روبور سیه‌نا اشاره کرد.
وی همچنین در تیم‌های ملی فوتبال زیر ۱۶ سال ایتالیا، زیر ۱۷ سال ایتالیا، زیر ۱۸ سال ایتالیا، زیر ۱۹ سال ایتالیا، زیر ۲۰ سال ایتالیا، و زیر ۲۱ سال ایتالیا بازی کرده‌است.